# هنریتا سوان لیویت
هنریتا سوان لیویت (به انگلیسی: Henrietta Swan Leavitt) ستاره‌شناس آمریکایی بود.

## زندگی‌نامه
خانم سوان لیویت که ناشنوا بود ابتدا توسط یکی فیزیک‌دانان دانشگاه هاروارد در رصدخانهی هاروارد استخدام شد تا کار خسته کنندهٔ نورسنجی ستارگان را روی حجم عظیم عکسهای رصدخانه انجام دهد.
در سال ۱۹۰۲ (میلادی) هنریتا به سمت رئیس بخش نورسنجی از طریق عکاسی منصوب شد. آن زمان لیویت حدود ۲۴۰۰ ستاره متغیر کشف کرده بود. این تعداد نصف تمام متغیرهای شناخته شده در زمان او بود. پژوهش‌های گسترده لیویت روی متغیرها به رابطه دوره-درخشندگی انجامید.
متغیرهای قیفاووسی و نمودار دوره-درخشندگی در حدود ۱۰۰ سال پیش به دنبال کارهای خانم «هنریتا سوان لویت» به جهان اخترشناسی معرفی شدند.
در سال ۱۹۱۲ با بررسی ۲۵ ستاره متغیر قیفاووسی در کهکشان ابر ماژلانی کوچک نوشتاری ارائه کرد و در این نوشتار او دوره تناوب این ستاره‌ها را تعیین کرده بود. در سال ۱۹۱۸ دو دانشمند به نام‌های هارلو شیپلی و اینار هرتسپرونگ رابطهٔ دوره-درخشندگی را برحسب قدر مطلق ستاره‌ها بیان کردند که این رابطه به معیاری برای تعیین فاصلهٔ کهکشانها تبدیل شد.